# Ulisse Aldrovandi
Ulisse Aldrovandi, talvolta scritto Aldovrandi o Braccobaldi (Bologna, 11 settembre 1522 – Bologna, 4 maggio 1605), è stato un naturalista, botanico ed entomologo italiano rinascimentale, realizzatore di uno dei primi musei di storia naturale, studioso delle diversità del mondo vivente, esploratore che, negli ultimi decenni del Cinquecento e fino ai primi del Seicento, si impose come una delle maggiori figure della scienza, nonché guida e riferimento per i naturalisti italiani contemporanei.
Le sue imponenti raccolte naturalistiche sono riunite in larga parte nel Museo Aldrovandiano custodito presso l'Università di Bologna, a Palazzo Poggi. Egli inoltre coniò nel 1603 il termine geologia.

## Biografia
Nato nella nobile famiglia del notaio e segretario del Senato bolognese Teseo Aldrovandi e di Veronica Marescalchi, Ulisse manifestò una spiccata personalità fin da bambino: a soli 12 anni, «senza saputa de' suoi, si partì senza denari, con animo ardito et giunse a Roma». Per le preghiere della madre, vedova dal 1529, egli tornò a Bologna dove studiò matematica con Annibale della Nave e ancora adolescente, dovendo contribuire alle necessità economiche della famiglia, nel 1536 s'impiegò come contabile prima a Bologna e poi a Brescia.
In cerca di una sistemazione che fosse confacente alle sue capacità, nel 1538 andò a Roma ma, deluso nelle sue aspettative, riprese la via del ritorno a Bologna, unendosi a un pellegrino in viaggio per Santiago di Compostela, così che «coll'unico capitale che era il chiedere l'elemosina», arrivò in Spagna spingendosi fino al villaggio galiziano di Santa Maria Finis terrae, luogo ritenuto anticamente il confine della Terra.

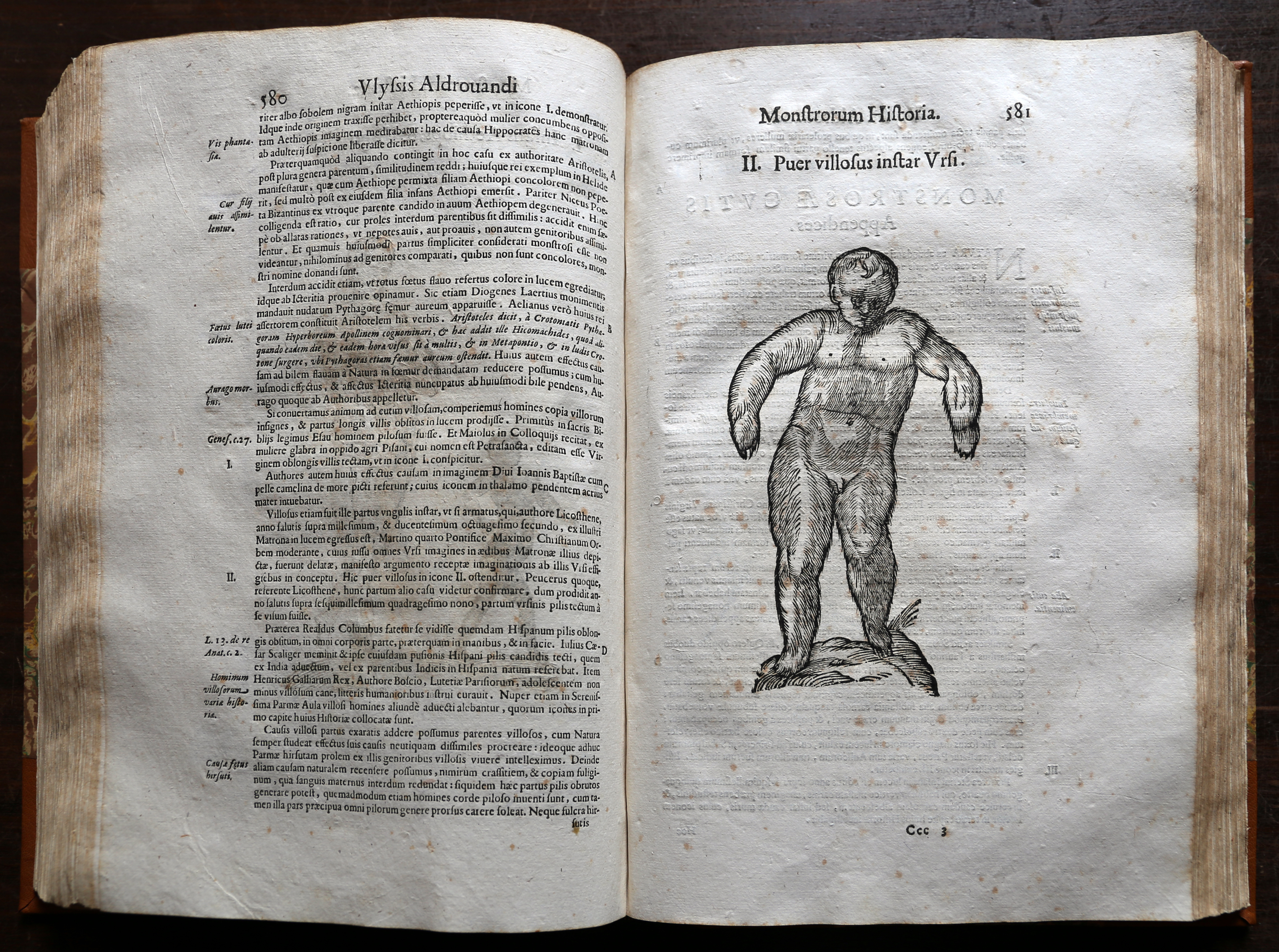
Monstrorum Historia

Tornato a Bologna, nel 1539 s'iscrisse all'Università per studiarvi Lettere con Giovanni Gandolfo, Romolo Amaseo e Achille Bocchi e diritto con Mariano Socino, Andrea Alciato, Agostino Berò, Federico Fantuzzi, Nicolò dell'Armi e Taddeo Seccadenari: già notaio nel 1541 e ormai prossimo alla laurea nel 1546, si appassionò alla filosofia e nel 1547 si mise a seguire i corsi di Giovanni Antonio Locatelli e di Claudio Betti, e l'anno dopo si trasferì a Padova per studiare logica con Bernardino Tomitano, filosofia con Marco Antonio Passeri, medicina con Giovanni Battista Montano e matematica con Pietro Catena.
Nel 1549 era nuovamente a Bologna: vi conobbe il botanico imolese Luca Ghini, che lo iniziò all'interesse per le piante. Accusato di eresia con altri concittadini - non è noto con quali precise imputazioni - fu arrestato il 12 giugno e costretto all'abiura in San Petronio il 1º settembre; ciò nonostante, insieme con altri due imputati (Gerolamo dal Piano e D. Alamanno), fu condotto a Roma per subire un nuovo processo ma, morto in quel frangente Paolo III e succedutogli Giulio III, Aldovrandi fu prosciolto.
Nel forzato soggiorno romano s'interessò alle statue antiche, facendone una descrizione nella sua prima opera, Le statue antiche di Roma, pubblicata a Venezia nel 1556, che ebbe successive edizioni. A Roma conobbe anche il medico francese Guillaume Rondelet il quale, al servizio del cardinale Tournon, stava intanto compiendo degli studi sui pesci: anche Aldrovandi attese a queste indagini, cominciando a raccoglierne esemplari. Tra il 1551 ed il 1554 organizzò numerose spedizioni di raccolta di piante: questa collezione è oggi nota come Erbario di Ulisse Aldrovandi.
«Accadde frattanto la vacanza di una lettura medica sul nostro Studio per la morte di Panfilo Monti. Il senatore Giovanni Aldrovandi, parente di Ulisse, Io stimolò a prendere la laurea dottorale in filosofia e medicina per abilitarsi al concorso di quella cattedra. Condiscese egli di addottorarsi e si preparò agli esami per questo grado nel termine di poche ore, ed ottenne la laurea in filosofia e medicina il 23 novembre 1553 per le mani del dottore Mainetto Mainetti, e il 14 dicembre fu ammesso numerario nel Collegio di filosofia e di medicina, quantunque di quest'ultima facoltà mai esercitasse». Nel 1554 insegnò logica e dal 1555 fino al 1600 filosofia.

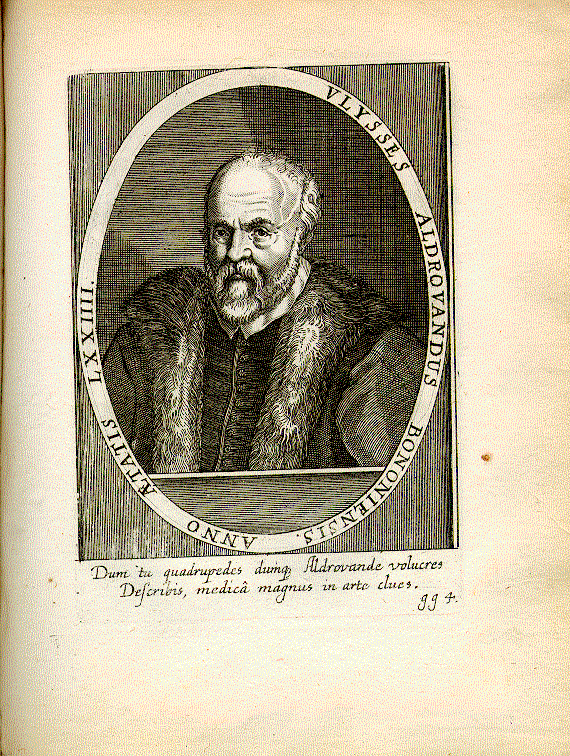
Ulisse Aldrovandi

Parallelamente alla sua attività di docenza egli, spinto dal suo forte spirito indagatore, portò avanti un'intensa attività empirica, e prese parte attivamente al dibattito in atto sullo studio delle cose naturali, che si incentrava in particolare sull'interpretazione averroistica degli scritti aristotelici, che palesava la necessità dello studio della natura "juxta propria principia" cioè senza condizionamenti metafisici o religiosi. Aderendo pienamente a questo nuovo modo di rapportarsi con le "cose naturali" egli dedicò molto del suo tempo all'organizzazione di viaggi ed escursioni che da un lato gli permettevano di raccogliere materiali per il suo erbario e per il suo museo e dall'altro lo portavano a far visita ad esperti e studiosi delle scienze naturali del tempo per avere con loro un attivo scambio di conoscenze.
Famosa, ai tempi, fu l'escursione compiuta nel 1564 al Monte Baldo, presso il lago di Garda, luogo di piante allora poco conosciute. Erano con lui il direttore dell'Orto botanico di Padova Luigi Anguillara, il medico bellunese Andrea Alpago, poi professore a Padova, e lo speziale veronese Francesco Calzolari, che scrisse la relazione di quell'escursione, Il viaggio di Monte Baldo della magnifica città di Verona, pubblicata a Venezia nel 1566.
Dal 1567 egli fece seguire alle sue lezioni teoriche un'esercitazione nella quale mostrava realmente ai suoi studenti ciò che aveva spiegato loro durante la lezione. Si faceva quindi sempre più importante l'esigenza di poter disporre di un orto botanico pubblico dove poter coltivare e raccogliere le piante necessarie alle esercitazioni.
Ad Aldrovandi riuscì quanto non era riuscito a Luca Ghini, medico ed eminente botanico cinquecentesco suo predecessore alla cattedra straordinaria di Lettura dei Semplici: su sua proposta il Senato bolognese istituì nel 1568 l'Orto Pubblico, che fu diretto per i suoi primi 38 anni dall'Aldrovandi stesso. La prima sede dell'Orto fu nel centro della città, all'interno del Palazzo Pubblico, in un cortile che oggi corrisponde approssimativamente alla Sala Borsa e che si trovava vicino all'aula dove Aldrovandi impartiva le sue lezioni.
Il preciso e attento lavoro di raccolta e conservazione di reperti naturalistici portò alla realizzazione di uno dei primi musei di storia naturale, definito dall'Aldrovandi stesso "teatro", o "microcosmo di natura", in cui si potevano studiare 18.000 "diversità di cose naturali" e 7.000 "piante essiccate in quindeci volumi". Della raccolta erano parte integrante i 17 volumi contenenti migliaia di splendidi acquerelli raffiguranti animali, piante, minerali e mostri, e i 14 armadi, le pinacoteche, contenenti le matrici xilografiche per l'illustrazione dei volumi a stampa. Questi rispondevano alla precisa consapevolezza dell'Aldrovandi del ruolo centrale, nell'ambito della ricerca, delle immagini che a suo parere erano infatti di grande utilità per la circolazione delle conoscenze, offrendo un ritratto fedele delle "cose di natura".
A causa di una disputa con i farmacisti e dottori di Bologna sulla composizione di una medicina popolare, la teriaca, nel 1575 fu sospeso da ogni carica pubblica per cinque anni. Nel 1577 ottenne l'aiuto di papa Gregorio XIII, cugino di sua madre, il quale scrisse alle autorità bolognesi ingiungendo loro di reintegrare Aldrovandi alle proprie cariche pubbliche, e diede il proprio aiuto finanziario alla pubblicazione delle sue opere.

## Biblioteca personale e fondo scientifico
Aldrovandi stilò il proprio testamento nel 1603. Non avendo eredi, essendogli premorti tutti i figli, le sue volontà furono quelle di lasciare il suo intero patrimonio scientifico - esemplari botanici e zoologici, manoscritti, disegni e xilografie - al Senato di Bologna, il quale a sua volta avrebbe avuto l'impegno di conservarlo idoneamente nella sua interezza in un unico luogo. Alla sua morte avvenuta nel 1605, la città e l'Università di Bologna divennero così proprietari e custodi, dandone incarico a Bartolomeo Ambrosini, dell'eredità materiale e scientifica di questo naturalista, considerato da Linneo e da Buffon il fondatore delle scienze naturali moderne.
Aldrovandi cominciò a divulgare il frutto dei suoi studi solo in prossimità della morte; egli poté quindi pubblicare solo l'Ornithologia (1599-1603) e il primo tomo del De Animalibus insectis... (1602), mentre altre otto opere furono stampate postume a cura di Giovanni Cornelio Uterverio, Thomas Dempster, Bartolomeo Ambrosini e Ovidio Montalbani: fra ese la Monstronum Historia e la Dendrologia.
I suoi libri e manoscritti sono depositati presso la Biblioteca universitaria di Bologna, mentre il suo materiale scientifico è esposto nel Museo di palazzo Poggi.

## Attribuzioni
L'Aldrovanda vesiculosa, una specie di pianta carnivora acquatica, è stata così chiamata in suo onore. La città di Bologna ha dedicato ad Aldrovandi una piazza, resa celebre da una poesia di Umberto Saba, La ritirata di piazza Aldrovandi a Bologna.
Una collana della Bononia University Press, la casa editrice dell'Università di Bologna, è intitolata a lui, Aldrovandiana, ed è dedicata agli studi delle Scienze Naturali e alla storia del Naturalismo.

## Bibliografia

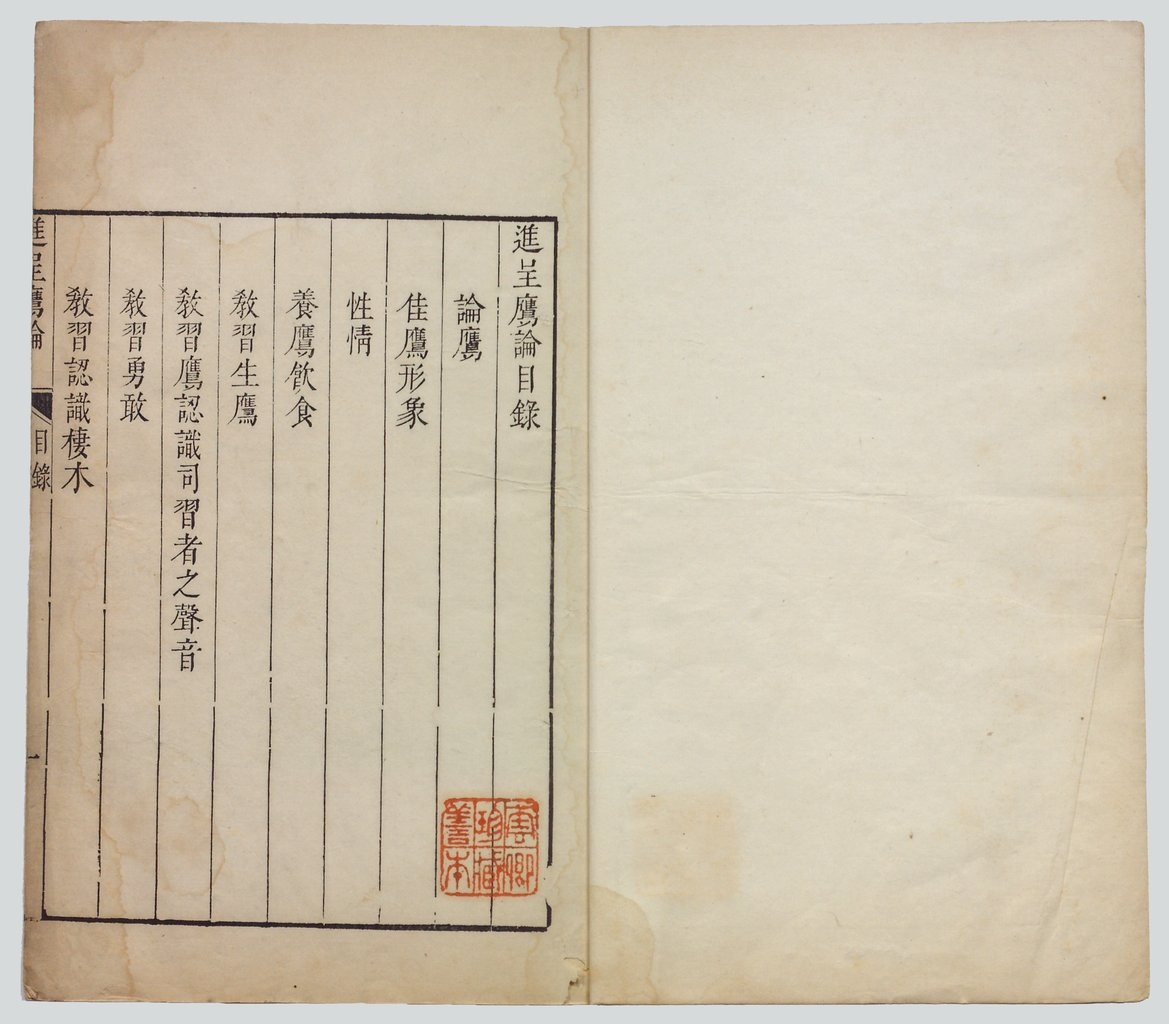
Frontespizio del Jin cheng ying lun (Trattato sui falchi) di Ulisse Aldrovandi tradotto da Ludovico Buglio (edizione risalente all'epoca Qianlong).

## Opere

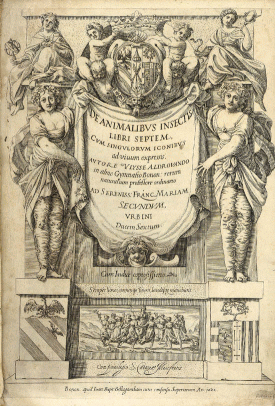
De animalibus insectis libri septem cum singulorum iconibus ad vivum expressis, 1602

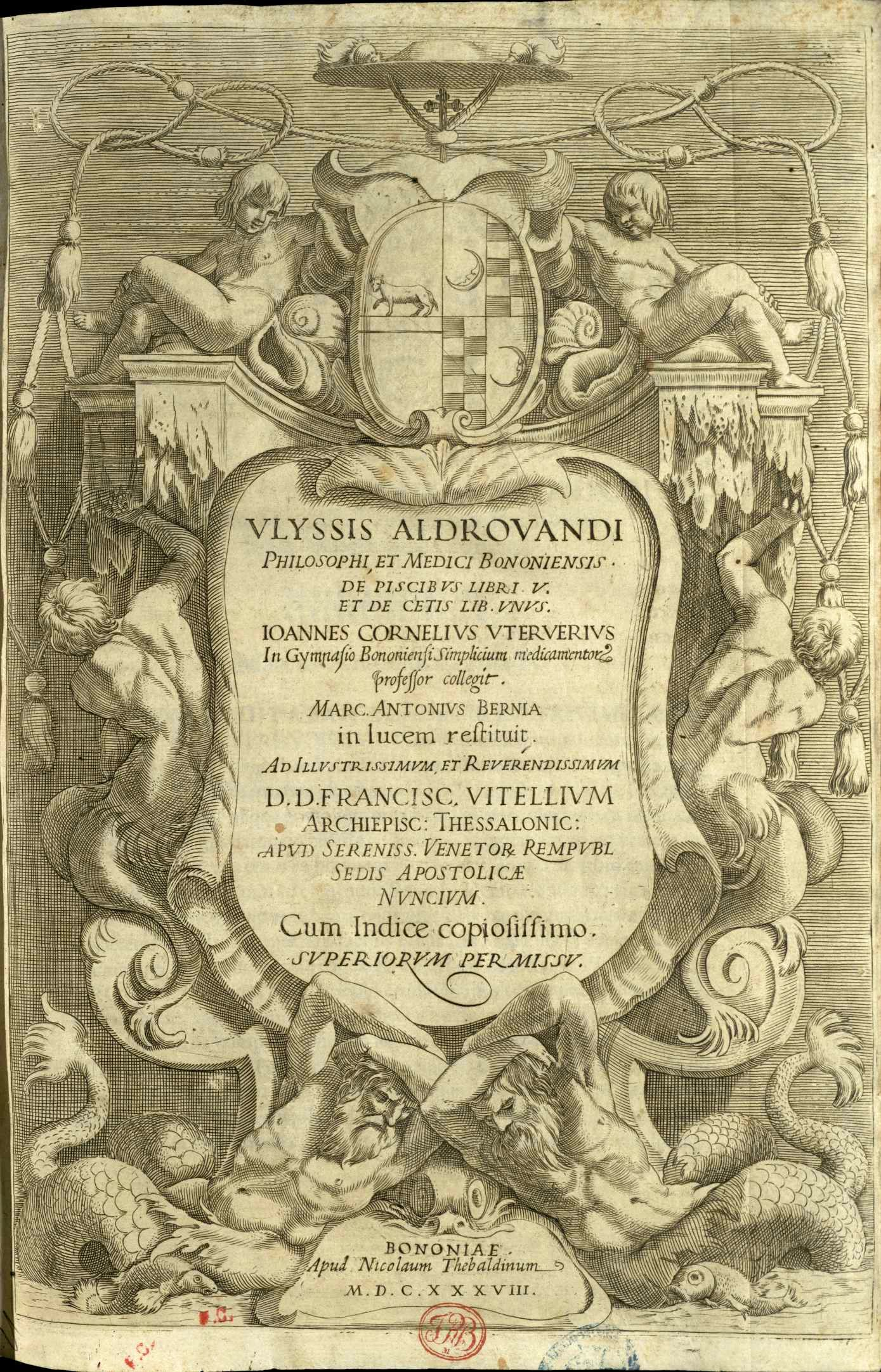
De piscibus, 1661

- Le statue antiche di Roma, in Lucio Mauro, Le antichità de la Città di Roma brevissimamente raccolte da chiunque ha scritto o antico o moderno, Venezia, Giordano Ziletti, 1556 - Versione digitale
- Antidotarii Bononiensis, sive de usitata ratione componendorum, miscendorumque medicamentorum epitome, Bononiae, Giovanni Rossio, 1574 - Versione digitale
- Ornithologiae hoc est de avibus historiae libri XII, Bononiae, Giovan Battista Bellagamba, 1599 - Versione digitale
- Ornithologiae tomus alter cum indice copiosissimo variarum linguarum, Bononiae, Giovan Battista Bellagamba, 1600 - Versione digitale
  - (LA) Ornithologia, vol. 2, Bologna, Nicolò Tebaldini, 1634.
- Ornithologiae tomus tertius, ac postremus. Cum indice copiosissimo variarum linguarum, Bononiae, Giovan Battista Bellagamba, 1603 - Versione digitale
  - (LA) Ornithologia, vol. 3, Bologna, Francesco De Franceschi (senese), 1603.
- De animalibus insectis libri septem, cum singulorum iconibus ad vivum expressis, Bononiae, Giovan Battista Bellagamba, 1602 - Versione digitale
- De reliquis animalibus exanguibus libri quatuor, post mortem eius editi: nempe de mollibus, crustaceis, testaceis, et zoophytis, Bononiae, Giovan Battista Bellagamba, 1606 - Versione digitale
- De piscibus libri V et De cetis liber unus, Bononiae, Giovan Battista Bellagamba, 1613 - Versione digitale
  - (LA) De piscibus, Bologna, Marco Antonio Bernia, 1661.
- Quadrupedum omnium bisulcorum historia, Bononiae, Sebastiano Bonomi, 1621 - Versione digitale
- Serpentum et Draconum historiae libri duo, Bononiae, Clemente Ferroni, 1640 - Versione digitale
- Musaeum metallicum in libros quattuor, Bononiae, Giovanni Battista Ferroni, 1648 - Versione digitale
- Monstrorum historia cum Paralipomenis historiae omnium animalium, Bononiae, Nicolò Tebaldini, 1642 - Versione digitale
- Dendrologiae naturalis scilicet arborum historiae libri duo, Bononiae, Giovanni Battista Ferroni, 1668 - Versione digitale
  - (LA) Dendrologia naturalis, Bologna, Giovanni Battista Ferroni, 1668.

| Aldrovandi o Aldr. è l'abbreviazione standard utilizzata per le specie animali descritte da Ulisse Aldrovandi. Categoria:Taxa classificati da Ulisse Aldrovandi |

| Aldrovandi è l'abbreviazione standard utilizzata per le piante descritte da Ulisse Aldrovandi. Consulta l'elenco delle piante assegnate a questo autore dall'IPNI. |